# Alfredo Sabbadin
Alfredo Sabbadin (Caltana, Vèneto, 20 de gener de 1936 - Noale, 26 de març de 2016) va ser un ciclista italià que fou professional entre 1957 i 1985. En el seu palmarès destaquen tres victòries d'etapa al Giro d'Itàlia. Era germà del també ciclista Arturo Sabbadin.

## Palmarès
- 1954 (amateur)
  - 1r al Gran Premi de la Industria i el Comerç de San Vendemiano
- 1955 (amateur))
  - 1r a l'Astico-Brenta
- 1956 (amateur)
  - 1r a la Coppa Caldirola
- 1957
  - 1r al Giro de la Toscana
  - 1r al Giro del Ticino
  - Vencedor d'una etapa del Giro d'Itàlia
  - Vencedor d'una etapa del Giro de Sicília
- 1958
  - 1r al Giro de la Campània
  - 1r al Circuit de Maggiora
  - Vencedor d'una etapa del Giro d'Itàlia
  - Vencedor d'una etapa de la Roma-Nàpols-Roma
- 1959
  - Vencedor d'una etapa del Giro d'Itàlia
- 1960
  - 1r al Giro del Piemont
  - 1r al Gran Premi de la Indústria i el Comerç de Prato
  - 1r al Trofeu Longines (contrarellotge per equips, amb Emile Daems, Rolf Graf i Guido Carlesi)
- 1962
  - 1r a la Coppa Sabatini

### Resultats al Tour de França
- 1960. 41è de la classificació general
- 1962. 73è de la classificació general

### Resultats al Giro d'Itàlia
- 1957. 18è de la classificació general. Vencedor d'una etapa
- 1958. Abandona (11a etapa). Vencedor d'una etapa
- 1959. 15è de la classificació general. Vencedor d'una etapa
- 1960. Abandona
- 1961. 25è de la classificació general
- 1962. Abandona
- 1965. 25è de la classificació general